# 会唱歌的土豆
《会唱歌的土豆》是1999年天山电影制片厂与上海嘉禾影视娱乐管理咨询有限公司合拍的儿童故事片，由金丽妮执导，冉红、施祥生编剧，娜文丽·吐尔逊、李统一、乃比江·呼内扎尔、肉合山·阿不都米提主演。讲述的是由维吾尔族、哈萨克族、汉族少年组成探险队，寻找“会唱歌的土豆（马铃薯）”并探究其中原因的故事。
《会唱歌的土豆》获第6届中国电影华表奖优秀儿童片奖、第3届全国少数民族题材电影骏马奖儿童片三等奖，主演娜文丽·吐尔逊获第9届中国电影童牛奖优秀儿童演员奖。

## 剧情简介
维吾尔族姑娘古丽娜（娜文丽·吐尔逊 饰）生活在吐鲁番，她父亲是地质学家，在家留下一个伽马仪。古丽娜偶然得到一颗土豆（马铃薯），用伽马仪照射后会收到奇怪的歌声。古丽娜将这件怪事告诉了自己的朋友们，其中包括哈萨克族男孩阿登（乃比江·呼内扎尔 饰）、汉族男孩蛋蛋（李统一 饰）、维吾尔族男孩艾尼娃（肉合山·阿不都米提 饰）。为了探寻土豆唱歌的秘密，四人决定组成联合探险队前往天鹅湖，找寻更多的土豆。探险队成员在给家里留下字条后，偷偷跟着阿登的爷爷前往天鹅湖，不料中途跟丢。他们不得不靠自己前往天鹅湖。在经历古墓之夜、毒蝎袭扰、悬崖余生、半途被抓、蘑菇中毒、丢失仪器等惊险经历后，到达天鹅湖。着急寻找他们的地质队大人们也在天鹅湖于探险队相遇。大人们向探险队解释，会唱歌的土豆是因为土豆吸收了天鹅湖当地的矿产物质，在伽马仪的探照下才会发出不一样的声音。

## 摄制历程
1980年代前期，编剧冉红偶然得知，如果植物的根含有超剂量的放射物质的话，用仪器可以听到其“发出”的声音。冉红以此为灵感创作了初版《会唱歌的土豆》的电影文学剧本。该剧本受到了上海电影制片厂的关注，导演石晓华准备将其搬上大银幕。然而前期工作时，正逢上海电影制片厂开始改革，上海电影总公司成立。《会唱歌的土豆》在改革中，因前往新疆路途遥远、成本高的原因而被搁置。
《会唱歌的土豆》一直被搁置了十余年。1996年，编剧冉红出版《西部女盲流 冉红电影剧本选集》一书，其中收录《会唱歌的土豆》的电影剧本。到20世纪末，儿童电影学会副会长陈锦俶又将《会唱歌的土豆》剧本推荐给北京电影制片厂的霍庄。霍庄将《会唱歌的土豆》剧本连改8稿，并将其在1998年第3期的《电影创作》杂志上发表。不过最终，《会唱歌的土豆》辗转至天山电影制片厂方才拍摄完成。彼时，天山电影制片厂拍摄的电影《良心》上映，该片获得第5届中国电影华表奖故事片奖。天山电影制片厂希望再拍摄一部能够获奖的电影，类型选择了儿童电影。《会唱歌的土豆》为合拍作品，由天山电影制片厂负责摄制工作，上海嘉禾影视娱乐管理咨询有限公司参与投资。电影拍摄前，导演金丽妮曾找到编剧张冰，合作创作《会唱歌的土豆》的剧本。

## 获奖情况
| 奖项                            | 类别           | 获奖或入围者                      | 结果   | 來源   |
| ------------------------------- | -------------- | --------------------------------- | ------ | ------ |
| 第6届中国电影华表奖             | 优秀儿童片     | 《会唱歌的土豆》                  | 獲獎   | [ 7 ]  |
| 第20届中国电影金鸡奖            | 最佳儿童片     | 《会唱歌的土豆》                  | 提名   | [ 8 ]  |
| 第9届中国电影童牛奖             | 优秀儿童演员奖 | 娜文丽·吐尔逊（《会唱歌的土豆》） | 獲獎   | [ 9 ]  |
| 第3届全国少数民族题材电影骏马奖 | 儿童片         | 《会唱歌的土豆》                  | 三等奖 | [ 10 ] |

## 名录及衍生品
2004年，由中华人民共和国教育部、国家广播电视总局、中华人民共和国文化部共同”向中小学生推荐百部优秀电影“，其中包括《会唱歌的土豆》。
2022年，编剧冉红将电影剧本《会唱歌的土豆》改写为小说，由开明出版社作为“稻草人儿童文学丛书”之一发表。